# تورستن شلمبرغير
تورستن شلمبرغير (بالألمانية: Thorsten Schlumberger) هو لاعب كرة قدم ألماني في مركز الهجوم، ولد في 29 أكتوبر 1960 في هامبورغ في ألمانيا. لعب مع تنس بوروسيا برلين ونادي هامبورغ ونادي هرتا برلين.

## وصلات خارجية
- تورستن شلمبرغير على موقع قاعدة بيانات كرة القدم.إي يو (الإنجليزية)
- تورستن شلمبرغير على موقع بيانات كرة القدم. دي إي (الألمانية)
- تورستن شلمبرغير على موقع عالم كرة القدم.نت (الإنجليزية)